# Stade de Genève
Stade de Genève – wielofunkcyjny stadion położony w szwajcarskim mieście Lancy, na terenie obszaru miejskiego Genewy.
Otwarty w 2003 roku obiekt służy przede wszystkim do rozgrywania spotkań piłki nożnej, zarówno na poziomie krajowym, jak i międzynarodowym, a także do innych imprez masowych – w tym koncertów oraz meczów hokeja na lodzie i rugby union. Największym wydarzeniem sportowym w historii stadionu były trzy mecze zorganizowane w 2008 roku ramach Mistrzostw Europy w Piłce Nożnej. 
Trybuny Stade de Genève mogą pomieścić 30 084 widzów, co czyni z obiektu największy stadion w kantonie Genewa oraz trzeci co do wielkości tego typu obiekt w Szwajcarii – po bazylejskim St. Jakob-Park i Stade de Suisse Wankdorf w Bernie.
Od początku swojego istnienia stadion jest użytkowany przez piłkarski klub Servette FC, występujący aktualnie w rozgrywkach Swiss Super League. Właścicielem obiektu jest utworzona w 1998 roku Fondation du Stade de Genève - fundacja, w radzie której zasiada pięciu członków, w tym trzej reprezentanci kantonu oraz po jednym przedstawicielu gmin Genewa i Lancy.

## Mecze
Na tym obiekcie rozegrano także w listopadzie 2005 r. dwa mecze towarzyskie: Argentyna-Anglia (2:3), a także Nowa Zelandia-Brazylia (0:4). Stade de Genève gościł 3 mecze grupy A w ramach Euro 2008.